# Burg Stargard

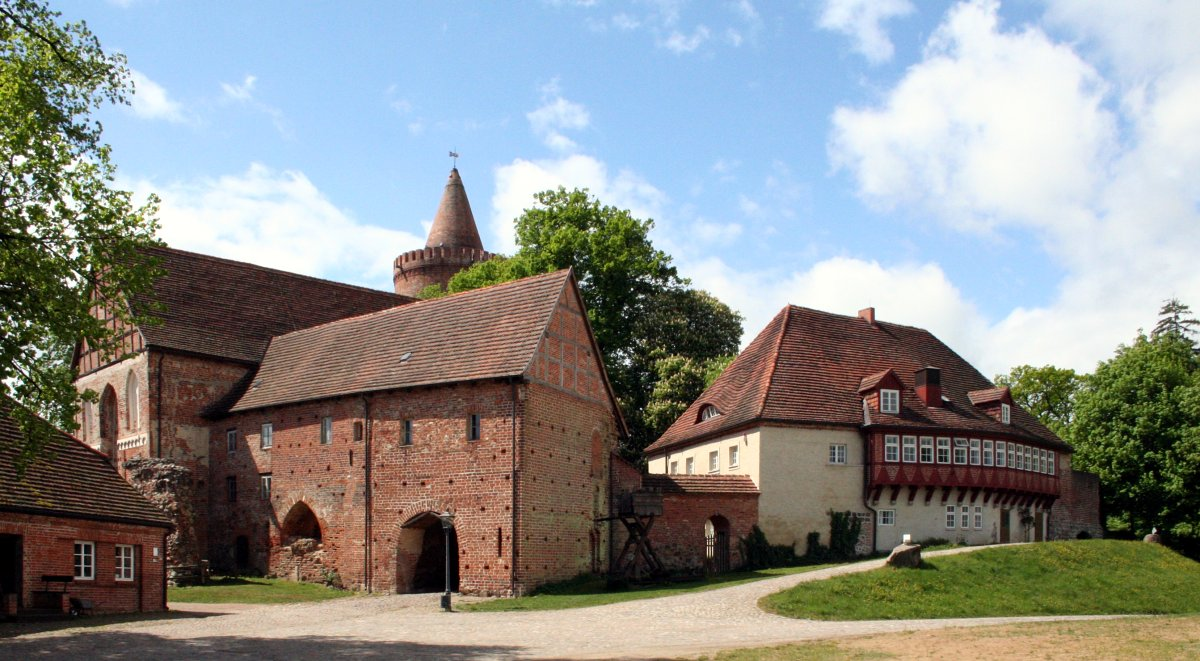
Pórtico de Burg Stargard

Burg Stargard é uma pequena cidade no distrito Mecklenburgische Seenplatte, em Mecklenburg-Vorpommern, Alemanha. Ela está situado a 8 km ao sudeste de Neubrandenburg e tem uma população de 4 991 habitantes.